# كينين ليش
كينين ليش (بالإنجليزية: Keenin Lesch)‏ (13 مارس 1981 بكيب تاون في جنوب أفريقيا - ) هو مدرب كرة قدم ولاعب كرة قدم جنوب أفريقي في مركز الوسط. لعب مع سانتوس وVasco da Gama F.C. ‏ وAvendale Athletico ‏ وMilano United F.C. ‏ وSaxon Rovers F.C. ‏.

## وصلات خارجية
- كينين ليش على موقع قاعدة بيانات كرة القدم.إي يو (الإنجليزية)